# イ・ヒョンジョン
イ・ヒョンジョン（1987年9月30日 - ）は、大韓民国のコメディアン。
2012年 SBS第12期でデビュー。SBS「ギャグトゥナイト」、「ウッチャッサ」等の番組で活躍し、2014年にKBSに第29期採用として移籍した。KBSの「ギャグコンサート」で数多くのコントに出演した。コント「こんなサイダー」では複雑で長いセリフを駆使して大人の口喧嘩を面白おかしく演じて見せ、2018年のKBS芸能大賞最優秀アイデア賞をキム・ウォンヒョと共同で受賞した。現在ではJTBCジャンルだけコメディに出演中。

## 学歴
- 慶星大学　演劇映画科

## 演技活動

### 放送
- SBS 「ウッチャッサ」
  - <江南ママ>
- SBS 「ギャグトゥナイト」
- KBS 「ギャグコンサート」
  - <ダラス>
  - <エッジ> - イ・スンユンの夫人
  - <名人本色> - 和食家社長スシコ
  - <不良ママ> - 囚人（ヒョンチョルの母親）
  - <ヘップルトゥゲザー> - 店の主人
  - <リアクション野球団> - 一般ママとドラマママ
  - <ウェルカムトゥコリア>
  - <家族のような> - キム・ジュノの嫁であり、宋永吉の母親役
  - <ナムリャン特集> - 民宿の主人役
  - <こんなことを知って> - キム・ジュノの妻役
  - <あなたは他のところへ>
  - <出るのよ> - ホン・ヒョンホの姉役
  - <もう一度視聴する>
  - <悔しいヨンギルさん>
  - <とり違えたニオス> - リ・ジョムリェ役
  - <大統領型> - 企画財政部長官（経理姉）役
  - <戻って行って> - イ・サンフンの母役
  - <高声放歌> - イム・ジョンヒョクの母役
  - <元気出して！スーパー太っちょマン>
  - <なんでも言ってしまう祭り>
  - <ミョンフンよ　ミョンフンよ　ミョンフンよ>
  - <星星星> - 俳優役
  - <ZOOス　ワイド>
  - <4人4色Ver 1.1]> - 相談員2役
  - <このようなサイダー>
  - <週刊パク・ソングァン>
  - <マイペット>

### 映画
- 2009年「風」 - タルギ役

### ドラマ
- 2021年<Oh！ご主人様～恋ができない僕とカノジョの同居生活 > - 倍光子役

## 芸能
- MBCエブリワン「ビデオスター」

## 広告
| 年度   | 広告主         | 製品名                 |
| ------ | -------------- | ---------------------- |
| 2017年 | 建フード       | グプネチキンボルケーノ |
| 2020年 | 農協モグチョン | トレオレチキン         |

## 公演
- デバク劇場
- その男は可愛いらしかった

## 面白いセリフ
- ○○が弱くてェ～！ （名人本色）
- よく～作ったわね （不良ママ）
- 久しぶりですね～女王蜂！ （不良ママ）
- 私のアナタ様はどこに？ビンゴ～！ （アナタは他のところへ）
- ここにある〇〇食べてもいいですか？ （アナタは他のところへ）
- この男何よ～（アナタは他のところへ）
- あら、酔うわ（アナタは他のところへ）
- ストップ！ストップ！ストップ！いよいよ選択の瞬間が来たわ！ （アナタは他のところへ）
- 辞退しなさいな！ （大統領型）（元々はイ・ウンジェから）
- ミョンフン、あんた怒鳴られたい？ （ミョンフンよミョンフンよミョンフンよ）

## 受賞
- 2015年第23回大韓民国文化演芸大賞コメディアン新人賞
- 2015年KBS芸能大賞コメディ部門女性新人賞
- 2016年KBS芸能大賞コメディ部門女性優秀賞
- 2018年KBS芸能大賞コメディ部門最優秀アイデア賞